# Fanny Anitúa
Fanny Anitúa Yáñez (Victoria de Durango, Mèxic, 22 de gener de 1887 - Ciutat de Mèxic, 4 d'abril de 1968) fou una contralt mexicana de fama mundial, que va desenvolupar una intensa carrera artística a més d'exercir l'educació universitària de cantants a l'Escola Nacional d'Arts de la Universitat Nacional Autònoma de Mèxic i en institucions privades.
Fou considerada una de les últimes contralts veritables en la història del cant modern, amb capacitat per a les notes baixes, amples i profundes, amb una veu sonora i perllongada i amb una tècnica sòlida que li va permetre interpretar a plenitud l'obra de Rossini malgrat el limitat coneixement de coloratura del seu temps. Un dels seus molts alumnes va ser el tenor José Sosa Esquivel.

## Biografia
Fanny Anitúa Yánez va néixer a la ciutat de Victoria de Durango, capital de l'estat mexicà de Durango, filla d'Antonio Anitúa Sarabia i de Josefa Yáñez Medrano. El pare era miner de professió. La família es va traslladar a Topia, Durango, quan Fanny tenia amb prou feines tres anys. En aquesta població va començar a demostrar qualitats com a cantant, per la qual cosa els seus pares la van encoratjar a entrar al cor del temple catòlic. Amb el pas del temps va anar educant la seva veu al cor, fet que li va permetre guanyar un concurs de ràdio i un amb això contracte per a cantar en una emissora de ràdio local. Als 12 anys va començar la seva educació lírica formal amb la professora María Aizpuru de Lille.
El 1905 es va traslladar a la ciutat de Mèxic i va ingressar en el llavors anomenat Conservatori de Música. Va tenir com a professor a Juan de Dios Peza, qui li va ensenyar declamació. La qualitat de la seva veu i la dedicació en els estudis li va fer mereixedora d'una beca que en 1907 li va permetre assistir a l'escola de cant d'Aristide Franceschetti a Roma. El 1909 va debutar al Teatre Nacional de Roma com a protagonista de l'òpera Orfeu i Eurídice de Christoph Willibald Gluck. La seva excel·lent interpretació li va portar altres papers en diferents teatres europeus.
Cal destacar les actuacions al teatre La Scala de Milà, on va tenir interpretar diversos papers, incloent-hi Sigfried de Wagner en la temporada 1910-11, l'estrena de Fedra d'Ildebrando Pizzetti en la temporada 1914-15, El príncep Ígor d'Aleksandr Borodín en la temporada de 1915-16, Il trovatore i Un ballo in maschera, ambdues de Giuseppe Verdi, en les temporades de 1923 a 1926, sense deixar d'esmentar les seves vàries temporades interpretant de nou l'Orfeu de Gluck.
Fora de la Scala va actuar diverses temporades en altres escenaris italians, com ara el Teatre Rossini de Pesaro i el Teatre Regio de Parma, la seva participació en les obres El barber de Sevilla (1916) i La Cenerentola (1920). Fora d'Europa els seus treballs destacats van ser a l'Amèrica del Sud, com la seva participació en l'opera Olga de Txaikovski al Teatre Colón de Buenos Aires, així com Eugeni Onegin del mateix autor, el 1911. El 1939 la seva participació en Aida de Giuseppe Verdi en el mateix teatre va ser més que destacada.
L'any 1917 va actuar al Teatro Real de Madrid en l'òpera Aida de Verdi fent el paper d'Amneris, i Samson et Dalila de Camille Saint-Saëns. El mateix any va cantar Aida a Bilbao. Cap al 1920 la cantant ja era una reconeguda cantant internacional d'òpera amb residència a Europa i a Mèxic. Havia ja realitzat gires en solitari pels EUA i una gira pel continent Americà juntament amb el tenor Enrico Caruso. Va estrenar a Itàlia la Missa Solemnis de Beethoven, al Teatro Augusto de Roma, en 1924. El 1921 el llavors ministre d'educació de Mèxic, José Vasconcelos, la va nomenar directora honoraria del ja aleshores anomenat Conservatori Nacional de Música, i Anitúa començar a impartir classes a l'Escola Nacional de Música de la Universitat Nacional Autònoma de Mèxic i després en el mateix Conservatori.
És durant aquesta època que s'atreveix a realitzar el seu primer enregistrament sonor de l'Himne Nacional Mexicà, un 28 de juliol de 1922. La seva versió va ser deficient i modificada, segons molts crítics, la qual cosa va causar una gran polèmica, fins al punt de fer-se una revisió oficial, per part del Consell Cultural del Districte Federal. La revisió va ser duta a terme per José López Portillo i Rojas, Manuel Barajas i Julián Carrillo, oficialitzant-se l'himne i fixant-se les seves característiques.
L'any 1924 va actuar al Gran Teatre del Liceu de Barcelona en les òperes Manon de Jules Massenet i Aida de Verdi, en el paper d'Amneris.
El 1942, ja en fase de retirada dels escenaris musicals internacionals, va fundar el Seminari de Cultura Mexicana i l'Acadèmia de Música i Cant, de les quals va ser directora fins a la seva mort. El 1943 es va involucrar en la formació de l'Òpera Nacional, al Teatre de les Belles Arts de la ciutat de Mèxic.
El 1948, amb el suport del grup d'Òpera Nacional, va realitzar la seva última presentació amb l'òpera La Gioconda d'Amilcare Ponchielli, al Palau de Belles Arts de Mèxic. Després d'això va continuar la seva carrera de professora de cant fins a la seva defunció a Mèxic el 4 d'abril de 1968.
Durant els seus estudis a Itàlia en 1913 va néixer el seu únic fill, Arrigo Coen Anitúa, destacat lingüista i periodista mexicà.

## Repertori
- Christoph Willibald Gluck
  - Orfeu i Eurídice
- Gioacchino Rossini
  - El barber de Sevilla
  - La Cenerentola
- Giuseppe Verdi
  - Aida
  - Il trovatore
  - Un ballo in maschera
- Richard Wagner
  - Siegfried
  - Lohengrin
  - Tristan und Isolde
  - Die Walküre
- Georges Bizet
  - Carmen
- Alexander Borodin
  - El príncep Igor
- Piotr Ilitx Txaikovski
  - Eugeni Onegin

## Discografia
Fanny Anitúa va realitzar pocs enregistraments, però entre elles es destaquen una edició completa de l'opera Carmen de Bizet i altres peces d'òpera sota el segell Columbia Records, a més del primer i polèmic enregistrament de l'Himne Nacional Mexicà, de 1922.